# Vincenzo Barone (militare)
Vincenzo Barone (Modica, 1º novembre 1916 – Marzamemi, 10 luglio 1943) è stato un militare italiano insignito della medaglia d'oro al valor militare alla memoria nel corso della seconda guerra mondiale.

## Biografia
Nacque a Modica, provincia di Ragusa, il 1 novembre 1916, figlio di Carlo. Frequentato il ginnasio e poi il liceo, si laureò in giurisprudenza presso l'Università di Catania iniziando quindi a lavorare presso uno studio notarile. Nel gennaio 1941 fu arruolato nel Regio Esercito per il servizio militare di leva venne ammesso al frequentare a Scuola allievi ufficiali di Arezzo e quindi nominato sottotenente di complemento nell'agosto dello stesso anno fu assegnato per il servizio di prima nomina al 54º Reggimento fanteria "Sforzesca" di stanza a Novara. Doveva partire per l'Unione Sovietica al seguito del suo reggimento quando contrasse per cause di servizio delle febbri reumatiche che lo costrinsero ad un lungo ricovero presso l'ospedale militare di Torino. Dopo un lungo periodo di convalescenza fu assegnato in servizio alla 4ª Compagnia del CCXLIII Battaglione della 206ª Divisione costiera in Sicilia. Il 17 febbraio 1943 rimase seriamente ferito in seguito ad una incursione aerea nemica, riportando fratture al malleolo interno e al piede sinistro e rimase degente presso l'ospedale militare di Noto per circa 55 giorni.
Giudicato idoneo al solo servizio sedentario, il 1 luglio rientrò volontariamente alla sua Compagnia assumendo il comando di un plotone dislocato sulla spiaggia di Marzamemi a brevissima distanza dalla lanterna di Molofosso e dal mare. Cadde in combattimento il 10 luglio, dopo aver strenuamente difeso la propria posizione durante le fasi dello sbarco delle truppe anglo-americane. Fu insignito della medaglia d'oro al valor militare alla memoria.
In occasione dell’80mo anniversario dello sbarco, il 10 luglio 2023 il Comune di Pachino ha ricordato l’eroe con una lapide commemorativa, posta nei pressi della spiaggia di Marzamemi.